# 26 Lekka Brygada Pancerna (ZSRR)

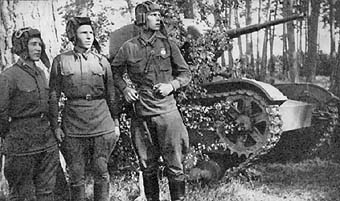
T-26

26 Samodzielna Brygada Czołgów Lekkich (26 BCz, ros. 26-я Отдельная легкая танковая бригада, 26-я легкотанковая бригада) – brygada wojsk pancernych Armii Czerwonej.

## Historia
W 1935 w Starokonstantynowie (Kijowski Specjalny Okręg Wojskowy) została sformowana 22 Brygada Zmechanizowana (22 BZ), ros. 22-я механизированная бригада. Jednostka została uzbrojona w lekkie czołgi T-26 i 1 września 1935 włączona w skład 7 Korpusu Kawalerii (7 KKaw), ros. 7-й кавалерийский корпус (7-й кавкорпус).
8 stycznia 1938 7 KKaw został rozformowany, a 22 BZ przemianowana na 26 BCz i podporządkowana dowódcy 4 Korpusu Kawalerii. 
We wrześniu i październiku 1939, w brygada wzięła udział w agresji ZSRR na Polskę. 4 KKaw wchodził wówczas w skład Kamienieckiej Grupy Armii. Po agresji brygada została lokowana w Sądowej Wiszni i Gródku Jagiellońskim.
W dniu agresji na Polskę brygada posiadała 228 czołgów T-26 i 22 samochody pancerne.
Do działań w 1939 brygada wyprowadziła 246 wozów bojowych. Po ich zakończeniu pozostało 210 sprawnych wozów bojowych. Straty bojowe to 2 czołgi. Ponadto na trasach marszu pozostawiono 34 wozy bojowe. Zginęło 8 żołnierzy, a 9 zostało rannych.
Zimą 1939/1940 z pododdziałów brygady został sformowany 62 pułk czołgów według etatu Nr 010/1, który następnie został włączony w skład 86 Zmotoryzowanej Dywizji Strzelców i wziął udział w wojnie zimowej.
W lipcu 1940 w skład brygady zostały włączone trzy pododdziały: 221 samodzielny batalion czołgów miotaczy ognia, ros. 221-й отдельный огнеметный танковый батальон oraz 368 i 424 bataliony czołgów.
W marcu 1941 na bazie 26 BPanc został sformowana 34 Dywizja Pancerna, która weszła w skład 8 Korpusu Zmechanizowanego.
W październiku 1941, w Dzierżyńsku (obwód gorkowski), została sformowana nowa 26 Brygada Czołgów. 19 września 1943 jednostka została przemianowana na 58 Brygadę Pancerną Gwardii.

## Struktura organizacyjna
W 1939
- 44 batalion czołgów
- 47 batalion czołgów
- 49 batalion czołgów
- 63 batalion czołgów
- 229 batalion rozpoznawczy
- 268 batalion remontowy

## Dowódcy brygady
- płk Kuźma Siemienczenko (był w 1939)[4][3]